# Akli
Akli  è un nome proprio di persona berbero maschile

## Varianti
- Femminile: Taklit.

## Etimologia
Akli è singolare di Iklan il cui significato in lingua tamashek è schiavi. È un nome tipico cabilo, ma recentemente è usato anche altrove.

## Persone
- Akli Yahyaten, cantante cabilo
- Akli Tadjer, scrittore francese di origini algerine
- Aid Akli, ufficiale dell'esercito algerino

## Fonti
- Akli su prenoms.com [collegamento interrotto], su prenoms.com.
- Akli su prenoms.doctissimo.fr, su prenoms.doctissimo.fr.
- Scheda sul nome Akli, su tonprenom.com.